# Ockramyrpitta
Ockramyrpitta (Grallaria quitensis) är en fågel i familjen myrpittor inom ordningen tättingar.

## Utseende och läte
Ockramyrpitta är en medelstor medlem av familjen med typisk kroppsform: knubbig med kort stjärt och långa ben. Fjäderdräkten är mörkt brunaktig, mörkare ovan och mer beigefärgad under. Könen är lika. Sången består av tre pipiga visslingar, en ljus ton följd av två mörkare.

## Utbredning och systematik
Ockramyrpittan förekommer i centrala Anderna i Colombia, Ecuador och nordligaste Peru. Den behandlas som monotypisk, det vill säga att den inte delas in i några underarter. Boyacámyrpittan och atuénmyrpittan kategoriserades tidigare som underarter till ockramyrpittan, men urskiljs allt oftare som egna arter.

## Levnadssätt
Ockramyrpittan hittas i dvärgväxta skogar och páramo nära eller ovan trädgränsen. Olikt andra myrpittor är den förhållandevis lätta att få syn på där den ofta rör sig ute i det öppna, dock vanligen intill tät växtlighet. Ibland kan den ses sjunga från relativt exponerade platser.

## Status och hot
Arten har ett stort utbredningsområde, men tros minska i antal, dock inte tillräckligt kraftigt för att den ska betraktas som hotad. Internationella naturvårdsunionen IUCN listar arten som livskraftig (LC).